# Farrodes caribbianus
Farrodes caribbianus är en dagsländeart som först beskrevs av Jay R. Traver 1943.  Farrodes caribbianus ingår i släktet Farrodes och familjen starrdagsländor. Inga underarter finns listade i Catalogue of Life.